# Ш
Ш (Ш, ш) este o literă a alfabetului chirilic. Corespondentul său în limba română este Ș (Ș, ș), adică consoana fricativă postalveolară surdă /ʃ/.
Litera este romanizată ⟨sh⟩ sau ⟨š⟩.